# Petite rivière Savane (rivière Sainte-Anne)
Pour les articles homonymes, voir Rivière Savane.
La Petite rivière Savane est un affluent de la rivière Sainte-Anne, coulant sur la rive nord du fleuve Saint-Laurent, dans le territoire non organisé de Lac-Jacques-Cartier, dans la municipalité régionale de comté (MRC) de La Côte-de-Beaupré, dans la région administrative de la Capitale-Nationale, dans la province de Québec, au Canada.
Cette petite vallée est desservie de chaque côté de la rivière par diverses routes forestières. La sylviculture constitue la principale activité économique de cette vallée ; les activités récréotouristiques, en second.
La surface de la Petite rivière Savane est généralement gelée du début de décembre jusqu'à la fin de mars ; toutefois la circulation sécuritaire sur la glace se fait généralement de la mi-décembre à la mi-mars. La partie supérieure compte une période de gel d'environ une semaine additionnelle. Le niveau de l'eau de la rivière varie selon les saisons et les précipitations ; la crue printanière survient en mars ou avril.

## Géographie
Le lac Ospra est le lac de tête de cette rivière dont le cours rivière contourne le Mont Bleu par le nord. À partir de sa source, le cours de cette rivière descend sur environ 8 km en contournant le Mont Bleu par le nord, avec une dénivellation de 822 m, selon les segments suivants :
- 2,7 km d'abord vers l'est, puis vers le nord-est en traversant un lac non identifié (longueur : 0,8 km ; altitude : 1 040 m) enclavé entre les montagnes, jusqu'à son embouchure ;
- 3,5 km vers le nord-est avec une dénivellation de 289 m, en courbant vers le sud-est en contournant le Mont Bleu par le nord, jusqu'à un ruisseau (venant du nord-ouest), soit du côté sud de la montagne à Albert ;
- 3,6 km vers le sud-est avec une dénivellation de 113 m en formant un petit crochet vers les nord-est pour aller recueillir un ruisseau (venant du nord), jusqu'à son embouchure[2].

La Petite rivière Savane se déverse sur la rive sud-ouest de la rivière Sainte-Anne (Beaupré), dans le territoire non organisé de Lac-Jacques-Cartier, face à la limite nord de Saint-Tite-des-Caps. Cette confluence se situe à 12,7 km à l'ouest de la rive nord-ouest du fleuve Saint-Laurent, à 13,9 km au sud-ouest du centre du village de Petite-Rivière-Saint-François et à 16,9 km au nord du centre du village de Saint-Tite-des-Caps.
À partir de la confluence de la Petite rivière Savane, le courant coule sur 36,9 km généralement vers le sud-ouest par le cours de la rivière Sainte-Anne, laquelle traverse le centre-ville de Beaupré, jusqu'à la rive nord-ouest du fleuve Saint-Laurent.

## Toponymie
Le toponyme Petite rivière Savane a été officialisé le 25 mars 1997 à la Banque des noms de lieux de la Commission de toponymie du Québec.